# التغير المناخي في بولندا

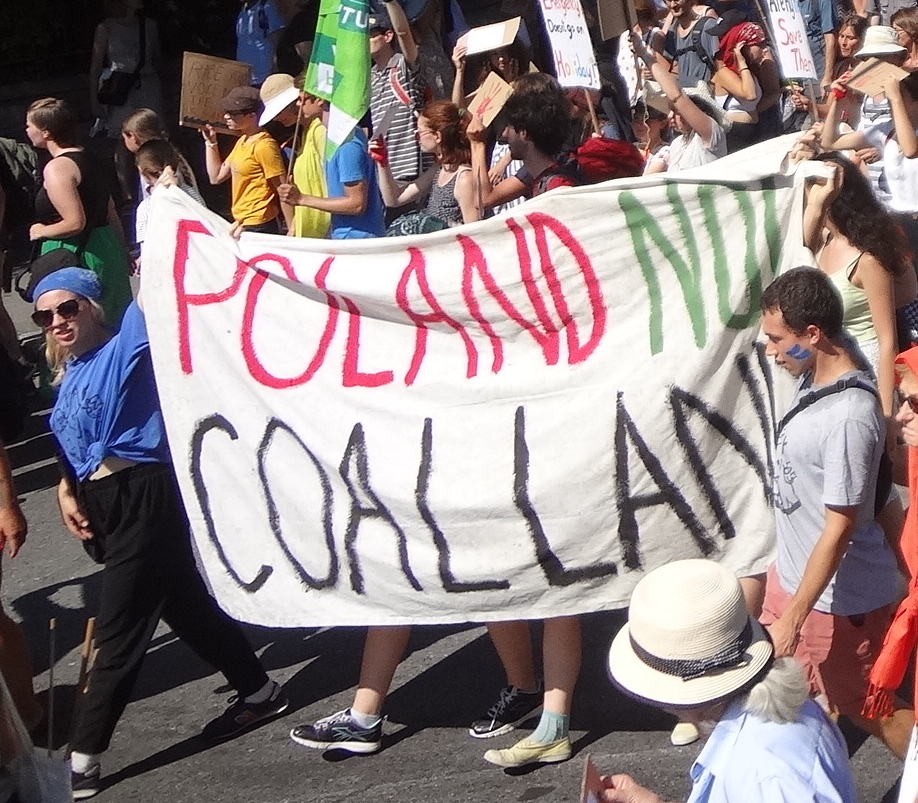
بولندا ليست دولة فحم.

أدى التغير المناخي في بولندا إلى ارتفاع متوسط درجات الحرارة بأكثر من درجتين مئويتين، مقارنة بمستويات ما قبل الثورة الصناعية، وهو ما يفوق متوسط معدل التغير المناخي في أوروبا. لوحظ ارتفاع ملحوظ في درجات الحرارة على مدى العقود الأخيرة بسبب النشاط البشري، وبدون خفض كبير لانبعاثات غازات الدفيئة، ستصبح تبعات التغير المناخي أكثر وضوحًا.
تتوزع تأثيرات المناخ بشكل متفاوت بسبب الموقع الجغرافي لبولندا، وقد لوحظ أن الاحتباس الحراري يتسبب في موجات الحر وحالات عدم استقرار الطقس الأخرى في بولندا، ما يتسبب في إجهاد النظم البيئية ورفاهية الإنسان. رُصدت التغيرات المناخية من قبل محطات الأرصاد الجوية في بولندا لأكثر من 100 عام. ازداد عدد الأيام التي تشهد أمطارًا غزيرة في العقود الأخيرة، وانخفض عدد الأيام التي يغطيها الثلج، وازدادت حدة الأعاصير والعواصف الرعدية والظواهر المناخية المماثلة.
تشكل الفيضانات وحالات الجفاف أكبر التحديات المرتبطة بالطقس التي تواجهها بولندا، ومن المتوقع أن تصبح أكثر تكرارًا وشدةً في سيناريوهات مختلفة مع تغير المناخ المتوقع. يشكل قطاع الزراعة وإدارة المياه مصدر قلق رئيسي بالنسبة لوزارة البيئة البولندية حتى الآن.

## انبعاثات غازات الدفيئة

### استهلاك الطاقة ومصادرها
تشير أحدث الإحصاءات لعام 2021 أن طاقة بولندا مستمدة بشكل رئيسي من الفحم الحجري والفحم البني والنفط الخام، وهي أنواع من الوقود الأحفوري، لذا تنبعث منها غازات الاحتباس الحراري: فهي تمثل 69.2% من إمدادات الطاقة في بولندا. لا تشكل ناقلات الطاقة المتجددة سوى 11.8% من إمدادات الطاقة.
بلغ إجمالي الاستهلاك الوطني للطاقة 3697.5 بيتاجول في عام 2021، ويتبع ذلك اتجاه تصاعدي طفيف في استهلاك الطاقة يمكن ملاحظته منذ أوائل عام 2000. استحوذ قطاع الصناعة على الحصة الأكبر من استهلاك الطاقة المباشر، إذ بلغت نسبته 32.5%، ويلي ذلك قطاع النقل (بما في ذلك السيارات الخاصة) بنسبة 27.0% ثم المنازل بنسبة 25.8%.

### الانبعاثات التاريخية
انخفضت انبعاثات غازات الدفيئة في بولندا مقارنة بمستويات عام 1990، ويعزى هذا الانخفاض جزئيًا إلى تحسين كفاءة الطاقة في بولندا، بالإضافة إلى التحول التدريجي نحو استيراد واستخدام الغاز الطبيعي. كان معظم هذا الغاز من روسيا، وقد أدى غزو روسيا لأوكرانيا عام 2022 وخلاف الغاز اللاحق إلى تعقيد استخدام هذا المورد. تكتسب المصادر المتجددة مثل الطاقة الشمسية وطاقة الرياح البحرية أهمية متزايدة في إمدادات الطاقة البولندية.

## الآثار على البيئة الطبيعية

### تغيرات الطقس والحرارة

#### التغيرات المناخية الحرارية المُلاحظة
يصبح مناخ بولندا بشكل عام أكثر دفئًا وأكثر غيمًا، بسبب تأثيرات التغير المناخي والتغيرات في الدوران الجوي.
ارتفع متوسط درجة الحرارة في بولندا بمقدار 0.29 درجة مئوية لكل عقد، منذ منتصف خمسينيات القرن العشرين. ارتفع المعدل الإجمالي لدرجة حرارة بما يزيد قليلًا عن 2 درجة مئوية. يرتبط الاحترار المُلاحظ خلال العقود الثلاثة الأخيرة بارتفاع درجات الحرارة العالمية، ومع ذلك، خلال العقدين الأخيرين، كانت البلاد تزداد دفئًا بشكل أسرع من المتوسط العالمي.
يتجلى التغير المناخي في بولندا من خلال اتجاهات متزايدة في متوسط درجة حرارة الهواء السنوية والموسمية، وكذلك الحد الأقصى لدرجة حرارة الهواء السنوية والموسمية، والحد الأدنى لدرجة حرارة الهواء السنوية والموسمية، وعدد الأيام الحارة، إلى جانب اتجاه تنازلي في عدد الأيام الباردة. كانت التغيرات في درجات حرارة الهواء السنوية والقصوى خلال العام والصيف والشتاء كبيرة. يشير الاتجاه التنازلي في عدد أنواع الطقس في السنة إلى أن الطقس يختلف بشكل أقل على مدار السنة.
شهدت بولندا ارتفاعًا في درجات الحرارة على مدى العقود الماضية، ولكن هناك اختلافات إقليمية. لوحظت زيادات أكبر في درجات الحرارة في المناطق الشرقية والغربية من بولندا مقارنة بالمنطقة الوسطى. حدث أكبر ارتفاع في درجات الحرارة (بأكثر من 2.1 درجة مئوية) في مناطق البحيرات، بينما لوحظ أضعف ارتفاع (حوالي 1.8 درجة مئوية) في جبال سوديتي.

#### التغيرات المناخية الحرارية المتوقعة
يُتوقع استمرار ارتفاع متوسط درجات الحرارة في بولندا على مدار هذا القرن. يمكن ملاحظة اتجاه تصاعدي واضح في متوسط درجات الحرارة في المستقبل القريب والبعيد وفقًا لتوقعات المناخ (مسارا التركيز التمثيلي 4.5 و8.5). في حين يُتوقع أن تصبح الأيام الأكثر حرارة أكثر قسوة، فإنها ستزداد أيضًا تواترًا، ما يزيد من احتمالية حدوث موجات حر طويلة الأمد. يُتوقع أن يرتفع عدد الأيام التي تزيد فيها درجة الحرارة عن 25 درجة مئوية بشكل كبير، من 29 يومًا في السنة خلال الفترة 2001-2010 إلى 52 يومًا في الفترة 2071-2090. في الوقت نفسه، ستنخفض فترات الصقيع وأيامها (تنخفض درجة الحرارة الدنيا إلى أقل من 0 درجة مئوية) على مدار القرن. ستكون هذه التغيرات الحرارية أكثر وضوحًا في المستقبل البعيد، وتعتمد على مستويات التخفيف العالمية والاحتباس الحراري اللاحق (كما هو موضح في السيناريوهات التي وضعتها الهيئة الحكومية الدولية المعنية بتغير المناخ، مسارا التركيز التمثيلي 4.5 و8.5). يُتوقع أن ينخفض عدد أيام الصقيع في بولندا من 102 يومًا في السنة خلال الفترة 2001-2010 إلى 65 يومًا في الفترة 2071-2090.

#### التغير في هطول الأمطار
يرافق تغير المناخ العالمي تقلبات مناخية أخرى، مثل تغير كميات الهطول السنوية، وتغيرات في أنماط دوران الهواء والمحيطات. يتزايد إجمالي هطول الأمطار السنوي بشكل طفيف، إلا أن التغييرات صغيرة وغير ذات دلالة إحصائيًا. تجدر الإشارة إلى التغيرات في توزيع هطول الأمطار الشهرية والموسمية، وكذلك التباينات الإقليمية/المكانية. لوحظت زيادات كبيرة في هطول الأمطار خلال أشهر الخريف والشتاء، خاصة في شهر مارس، بينما يقل هطول الأمطار صيفًا. تختلف التغييرات المرصودة في هطول الأمطار حسب المنطقة، إذ يُظهر هطول الأمطار في بولندا تنوعًا مكانيًا كبيرًا واعتمادًا على قياس الارتفاع. يُلاحظ اتجاه نزولي في إجمالي هطول الأمطار خلال الربيع والصيف والشتاء في جنوب شرق بولندا، بينما يزداد هطول الأمطار الشتوية في شمال بولندا. يزداد تواتر هطول الأمطار (معبرًا عنه بعدد الأيام التي تهطل فيها الأمطار) سنويًا ويفوق المعدل الطبيعي على المدى الطويل في شمال وغرب بولندا.
يشهد عدد أيام الثلج اتجاهًا تنازليًا متماشيا مع ارتفاع درجات حرارة الشتاء، ومن المتوقع أن يقل تكرار الغطاء الثلجي بمرور الوقت.